# Estadio Miguel Grau (Callao)
Das Estadio Miguel Grau ist ein Fußballstadion mit Leichtathletikanlage in der peruanischen Stadt Callao. Es liegt im Stadtteil Bellavista in unmittelbarer Nachbarschaft zur Nationaluniversität und ist benannt nach dem peruanischen Admiral Miguel Grau. Es ist die Heimspielstätte der Fußballvereins Sport Boys, Club Deportivo Universidad de San Martín de Porres und Academia Deportiva Cantolao.
Es bietet 17.000 Plätze und wurde am 16. Juni 1996 mit einem Spiel zwischen den Sport Boys und Deportivo Wanka in der Torneo Descentralizado 1996 eingeweiht. Die Sport Boys gewannen mit 3:1. 2003 wurde im Stadion Flutlicht installiert.